# ダニエル・オールコック
ダニエル・オールコック（Daniel Allcock）は、群論、リー理論、および代数幾何学を専門とするアメリカの数学者であり、テキサス大学オースティン校の数学教授である。

## 経歴
オールコックは1991年にテキサス大学オースティン校を卒業し、数学と物理学の二重専攻で学士号を取得した。
1996年にカリフォルニア大学バークレー校でリチャード・ボーチャーズおよびアンドリュー・キャッソンの指導のもとで博士号（Ph.D.）を取得した。
その後、ユタ大学およびハーバード大学でのポストドクトラル研究を経て、2002年にテキサス大学オースティン校の教員として復帰した。

## 受賞
2012年、オールコックはアメリカ数学会フェローに選出された。